# 인공 배아
인공 배아(영어: artifical embryo)란 수정란을 사용하지 않고, 체외에서 배아 줄기세포주나 체세포에서 유래된 유도 만능 줄기세포에 구조적, 분자적 변화를 유도하여 수정란과 유사하게 만든 배아 모델을 말한다.
인공 배아는 초기 배아인 포배(blastocyst)를 뜻하는 ' blastocyst '과 '유사함'을 뜻하는 접미사 '-oid'가 합쳐져 Blastoid 라고도 불린다.

## 역사
현재까지 gastruloid, 배아 줄기세포(embryonic stem cell), 유도 만능 줄기세포(iPSC), 장기유사체(organoid) 등의 연구 모델을 통해 배아 발달에서 특정 세포 및 기관으로 분화되는 구조적, 분자적 기전에 관한 연구는 활발히 진행됐다. 하지만 적절한 체외의 인공 배아 실험 모델의 부재와 윤리적 이슈로 초기 배아 발달 과정에 관한 연구는 충분히 진행되지 못했다.
그러나 2017년, 미국 미시건 대학의 Yue Shao이 사람의 다능성(pluripotent) 세포주인 H9를 세포외기질(extracellular matrix)로 3D 세포 배양법으로 키우니 초기 배아 발달에 중요한 양막(amniotic sac)이 생성되고 초기 배아와 유사해진다는 것을 발견했다. 또한 유전자 발현 양상이 착상 바로 직후의 배아와 유사하다는 것이 밝혀졌다. 이를 바탕으로 체외 포배 모델 구현의 가능성을 확인했다.
2018년, 네덜란드 마스트리흐트 대학의 Nicolas Rivron이 쥐의 배아줄기세포와 영양막 세포를 같이 3D 배양하여 임신 후 3.5일이 지난 수정란인 E3.5 포배와 형태적, 유전적으로 유사한 인공 배아를 최초로 만들었다. 그러나 효율과 재현성이 좋지 않았다. 그리고 쥐의 인공 배아이기 때문에 사람의 배아 발달 과정을 연구할 수 없었다.
2021년 3월, 다음의 두 실험실에서 사람의 인공 배아를 만드는데 성공했다. 미국 텍사스 대학 사우스웨스턴 메디컬 센터의 Leqian Yu는 사람 배아줄기세포주인 WIBR3를 기간 별로 다른 액체 배지와 신호 전달 인자를 통해 3D 세포 배양하여 사람의 인공 배아를 만들었다. 반면에 같은 시기 호주의 모나쉬 대학의  Xiaodong Liu은 사람의 섬유아세포(Fibroblast)에 야마나카 인자인 OSKM 형질을 주입시켜 가소성을 높이고 3D 배양을 통해 사람의 인공 배아를 만들었다. 이때 유도만능줄기세포를 만들 때처럼 사람의 체세포인 섬유아세포를 역분화시키는 과정이 있어서, 체세포에서 유래된 인공배아를 iblastoid라고 명명했다.

## 종류

### 사람 배아줄기세포를 이용한 인공 배아[5]
미국 텍사스 대학 사우스웨스턴 메디컬 센터의 Leqian Yu는 사람 배아줄기세포주인 WIBR3을 통해 인공 배아를 만들었다. 다분화능을 가진 WIBR3를 3D 배양과 중배엽 발달에 중요한 FGF2, Activin A 같은 신호 전달 인자 및  Wnt 신호 증폭 인자인 CHIR99021를 통해 초기 배아인 포배와 유사한 체외 배아 모델로 자가 조직화(self organization) 할 수 있다. 이 모델은 포배의 구성요소인 GATA3+를 발현하는 영양외배엽(trophectoderm), GATA6+를 발현하는 배아덩이아래판 유사 세포(hypoblast-like cells), SOX2+를 발현하는 배아덩이위판 유사 세포(epiblast-like cells)로 분화될 수 있다.
이처럼 이 팀은 사람 배아줄기세포의 가소성과 입체적 구조를 지지하는 Aggrewell을 통한 3D 배양, 배아 발달에 중요하다고 알려진 세포 신호의 증폭을 통해 인공 배아를 제작했다.
면역형광법을 통해, 사람 배아줄기세포에서 만들어진 인공 배아의 내세포집단(ICM)에서 다분화능을 표지하는 OCT4, SOX2, GATA6이 발현하고 있고, 영양외배엽과 유사한 세포에서 약하게 GATA6이 발현된다는 것을 확인했다. 이 인공 배아의 구조와 세포 구성은 E6-7 포배와 유사하다. 또한 분화능 실험을 통하여, 인공 배아가 3개의 배엽(3 germ layers)에 해당되는 조직으로 분화될 수 있는 능력이 충분하다고 밝혀졌다.
그러나, 배양배지, 세포주 등 시작할 때의 미세한 조건의 차이에 따라 인공 배아를 만들 수 있는 능률이 매우 달라진다. 또한 배양 시간이 길고, 정형화가 되어있지 않다. 마지막으로 같은 실험 방법으로 만들어진 인공 배아라도 분화되는 시간과 단계가 다를 수 있다.
.

### 사람 체세포 이용한 인공 배아[6]
호주의 모나쉬 대학의 Xiaodong Liu는 사람의 체세포인 섬유아세포를 인공 배아로 만들었다. 섬유아세포에 유도만능줄기세포를 유도하는 야마나카 전사인자 OCT4, KLF4, SOX2, c-MYC를 형질주입하여 체세포를 리프로그래밍하여 세포의 가소성을 높혔다. 그리고 기존에 알려진 영양막이나 아래판으로 분화시키는 신호 전달 인자인 EGF, BMP4, CHIR99021와 Aggrewell을 이용한 3D 배양을 통해 인공 배아를 제작했다. 이 인공  배아는 체세포로부터 유도되어 iBlastoid라고 따로 명명했다. iBlastoid는 단일세포 RNA seq을 통해 E5-7 포배와 유사하다는 것을 증명했다.
iBlastoid는 세포의 원천이 체세포인 것만큼 얻기가 쉽다. 그러나 분화능이 아직 증명되지 않았고, 후기 포배의 구조인 원시 내배엽(primitive endoderm)의 특징이 명확히 확인되지 않는다.

## 3. 활용 및 한계[8]

### 활용

##### 불임치료 연구
불임이란 정상적인 부부 관계를 1년 간 하여도 임신이 되지 않는 것을 정의한다. 임신 나이가 증가할수록 불임과 자연 유산의 위험성이 증가한다. 통계청에 의하면 2021년 여성의 평균 초혼 연령이 31.1세로, 20년 전인 2001년 26.8세보다 4.3세 증가했다. 이처럼 결혼 연령이 증가하면서 불임 치료 연구의 중요성이 증가하고 있다.
특히 자연 유산의 70%가 임신 12주 안에 일어나고, 그 중 80%가 착상 실패가 원인이라고 한다. 착상에 중요한 역할을 하는 체외 포배 모델인 인공 배아는 연구자들에게 더 나은 착상 연구에 도움을 줄 것이다.

##### 인공수정(IVF)의 확률을 개선
인공 수정의 1회 당 성공률은 13-18%이다. 그리고 성공하여도 대략 20%만이 출산까지 성공하게 된다. 인공 배아를 통해 착상 연구 및 시험관 배아의 최상의 컨디션 유지할 수 있는 조건을 탐색하여 인공 수정의 성공 확률을 더 높일 수 있다.

##### 새로운 피임약 개발
현재 피임약은 성 호르몬인 에스트로겐과 프로게스테론을 인위적으로 조절하여 몸에 임신한 것과 같은 착각을 일으켜 배란을 억제한다. 대부분 94-99%의 피임 성공률을 보이지만 완벽한 피임은 불가능하다. 또한 호르몬을 조절하기 때문에 경미한 부작용도 빈번히 일어난다. 따라서 인공 배아를 통해 부작용이 적은, 착상 방지에만 초점을 맞춘 피임약을 개발할 수 있다.

##### 태아 약물 독성 실험
태아나 임산부에게는 임상 실험이 제한되기 때문에 인공 배아를 활용한 약물 독성 실험을 통해 태아에 독성이 실제로 있는지 없는지 확인할 수 있다. 이를 통해 임신 중 산모의 질병 치료나 약 처방에 관한 어려움이 줄어들 것이다.

##### 인공 장기 제작
유도만능줄기세포나 성체줄기세포로 제작한 오가노이드는 매우 단순화되어 있다. 따라서 사람에게 이식 가능한 장기를 제작하려면 가능한 배아와 유사한 인공 배아를 통한 발달과 분화를 통해 성숙된 장기를 만들 수 있을 것이다.

##### 질병 예방
인공 배아를 기반으로 임신 중의 특정 자극이 어떠한 유전적, 후성유전적 변화를 일으키는지 연구하여, 배아 때 얻을 수 있는 질병을 예방한다.

### 한계

##### 낮은 재현성
배아줄기세포와 체세포로 만드는 2종류의 인공 배아 모두 시작 세포의 높은 가소성에서부터 시작된다. 배아줄기세포와 체세포 가소성의 정도는 각각 세포들의 후성유전학적 차이를 통해 결정된다. 같은 세포주에서 나온 세포라도 미세한 후성유전학적 변화로 인해 인공 배아의 특성이 달라진다. 이로 인해 실험의 재현성이 낮아진다. 따라서 시작 세포부터 꾸준히 퀄리티 체크를 하여 정형화된 특성을 가진 인공 배아를 만들 필요성이 있다.
 전형성능(totipotent)의 부재
3개의 배엽으로 각각 분화되는 것은 확인했지만, 이렇게 만들어진 인공 배아가 하나의 개체를 만드는 전형성능을 가지는지는 확실치 않다. 쥐의 인공 배아 같은 경우에는 대리보에 착상을 못하는 것으로 밝혀졌다. 또한 체외에서 인공 배아를 계속 키우면 배아 발달 중 중요한 단계인 비대칭 형태형성이 일어나지 않고, 대칭 형태인 구 형태로 변한다고 한다.

##### ISSCR의 14일 규칙[9]
국제줄기세포학회(ISSCR)에서는 윤리적 문제로 인해 체외에서 배아를 14일 이상 배양하는 것을 원칙적으로 금지했다. 따라서 배아 발달의 중요한 단계인 수정란 형성 후 14-28일 사이의 연구가 제한 되었다. 또한 이는 법적효력이 있는 협약이기 때문에 초기 배아의 연구는 국가적으로 관리되고 있는 사안이다. 예를 들면 미국 정부도 배아 연구에는 연구비를 일절 지원하고 있지 않다.
이로 인해 인공 배아가 진짜 배아로 정의해야 하는가에 대한 뜨거운 논쟁이 아직까지 진행되고 있다. 만약 진짜 배아로 보게 된다면, 인공 배아도 14일 규칙에 위배되기 때문에 인공 배아도 무용지물이 되고 만다.